# 晡時臥山
晡時臥山（くれふしのやま）は常陸国風土記の那珂郡の条に記された山。この山についていくつかの民話・伝承が残されている。茨城県水戸市、笠間市および、城里町に跨る朝房山であるとされる。

## 位置
今日の茨城県水戸市、笠間市および、城里町に跨る朝房山であると推定されている。
常陸の国学者である中山信名編の『新編常陸国誌』では、晡時臥山について「茨城郡牛伏村の北ニアリ、（中略）、今アサボウ山ト云フ、牛伏ハ即晡時臥也」と記された。

## 伝承

### 常陸国風土記
常陸国風土記では晡時臥山の伝承は下記のように伝えられる。
茨城の里の北にある高い丘に晡時臥山があり、努賀毗古（ぬかびこ）と努賀毗咩（ぬかびめ）の二人の兄妹が住んでいた。妹の努賀毗咩の元にだれとも分からない求婚者が夜毎に現れた。妹が求婚を受け入れると一晩で身ごもり、やがて小さな蛇を産んだ。この蛇は夕暮れから夜明けの前までは母と会話ができた。努賀毗古も努賀毗咩も神の子ではないかと驚き、清めた坏に蛇を入れ祭壇に祀るようになった。蛇は一晩で杯いっぱいにまで成長したので、大きな杯に取り換えると、また蛇は杯いっぱいになるまで成長した。これを繰り返すうちに蛇に合う器が無くなってしまった。努賀毗咩は蛇に自分では養いきれないので父の元へ行くよう促した。蛇は悲しんだが、供に童子を一人付けてくれるよう頼んだ。努賀毗咩がここには兄と私しかいないのでつけることができないと告げると、蛇はこれを恨んだ。別れの時、蛇は怒って努賀毗古を殺し、天に上ろうとした。驚いた努賀毗咩が盆を取り蛇に投げつけると、神蛇はこれにより天に上ることができなくなり、この山に留まった。蛇を入れていた器は今でも片岡村に残されている。
常陸国風土記原文は次の通り。
この夜毎に現れて求婚をする正体不明な男や、生まれた子が問題となる伝承は、古事記に伝わる三輪山の伝承や山城国風土記逸文に伝えられる賀茂の伝承など類似するものが多い。また、肥前国風土記の褶振山の伝承でも夜毎に通う蛇の説話が伝えられる。

### ダイダラボウ
水戸市大足では晡時臥山はダイダラボウ伝説とも結びついている 。これは、かつては西南にあったこの山が日陰を作って日暮れが早く、これに困りダイダラボウに山を動かしてもらったというもので、クレフシの名はすなわち、日暮れを防ぐことを意味するというものである。

## 参考書籍
- 『風土記 （上）』角川学芸出版〈角川ソフィア文庫〉、2015年。ISBN 978-4044001193。